# Castelnuovo dei Sabbioni
Castelnuovo dei Sabbioni è una frazione di circa 1 000 abitanti del comune di Cavriglia posta sul versante delle colline del Chianti verso il Valdarno, sulle quali si trovava il Parco naturale di Cavriglia.
A partire dalla metà degli anni sessanta l'abitato venne via via abbandonato dagli abitanti causa l'attività di scavo a favore della vicina Camonti, frazione neocostituita.

## Attività minerarie
Presso Castelnuovo è stato a lungo attivo un importante bacino minerario per l'estrazione della lignite, attualmente esaurito.
Vicino a questo si trovava la cosiddetta "Dispensa", un gruppo di caseggiati creato al tempo della prima guerra mondiale come dormitorio per gli operai che venivano a lavorare da lontano. Dai primi anni venti quei dormitori vennero mutati in appartamenti per le famiglie di coloro che lavoravano alla Società Mineraria Valdarno e quindi divenne un vero e proprio nucleo denso di famiglie.
Fino all'inizio degli anni sessanta il complesso era ancora abitato, successivamente fu gradualmente abbandonato a causa dei pericoli causati dell'escavazione. Alla metà degli anni sessanta fu parzialmente distrutto. L'evacuazione degli abitanti fu completata a metà degli anni ottanta.
(Ricordo di Giovanna Marchionni, nata alla Dispensa il 26 settembre 1927, oggi ottantenne)

## Storia
La mattina del 4 luglio 1944, il paese fu vittima di un sanguinoso eccidio nazista in cui molti civili innocenti furono barbaramente trucidati, ricordato come Strage di Cavriglia.
"Alle prime luci dell'alba le frazioni di Castelnuovo dei Sabbioni e di Meleto Valdarno sono accerchiate ed invase da formazioni  naziste della divisione   "Hermann Goring"  in assetto di guerra guidate da scherani repubblichini e favorite nel loro avanzare dal buio notturno. Sono esattamente le ore 6 antimeridiane di una torrida estate quando l'orda degli Unni invasori assalta le case, abbatte le porte d'ingresso e penetra nelle abitazioni, rastrella gli uomini, ordina alle donne e ai fanciulli di uscire subito all'aperto ed infine ruba e devasta ad una ad una quelle povere abitazioni di lavoratori. Fanno allontanare le donne dicendo loro:"Qui da noi fare grande luce"..73 uomini vengono mitragliati e sul mucchio dei morti e dei feriti vengono ammassati mobili e suppellettili presi dalle case. Il tutto è cosparso di benzina e incendiato. I parroci di Castelnuovo dei Sabbioni e di Meleto che implorano pietà per i loro greggi condividono la stessa sorte dei destinati al macello, mentre esplicano nel conforto della fede. Dalla frazione di Castelnuovo dei Sabbioni subito dopo la strage il branco di turpi assassini raggiunge la vicina borgata di Massa dei Sabbioni e di San Martino. A Massa dei Sabbioni le SS scannano il parroco Don Morini ed un giovane parrocchiano con le baionette, e ne gettano i poveri corpi in un fienile già dato alle fiamme. A San Martino le SS assassinano quattro uomini. Perpetrate le stragi l'orda nazista pone mobilio ed altri materiali sui poveri cumuli di uomini, il tutto irrorato di benzina ed incendiato, affinché il tutto diventasse cenere, per togliere ad ogni famiglia privata dei propri cari la possibilità del conforto della tomba sulla quale piangere e pregare. Soltanto nel pomeriggio del 12 luglio il comando militare germanico del Valdarno concede il permesso di dare sepoltura ai trucidati, ma l'opera degli sventurati familiari e dei volontari fu difficile e ben dura insieme. A Castelnuovo dei Sabbioni vengono accertati i resti di 75 uomini, che per le condizioni in cui si trovano vengono riuniti in un'unica tomba nel locale cimitero. A Meleto Valdarno i 97 uomini destinati al supplizio sono stati suddivisi dall'orda nazista in varie aie di case coloniche della frazione e ivi vengono falciati dalla mitraglia. Sotto i corpi straziati vengono accumulati legname, versata benzina e il tutto dato alle fiamme. A Castelnuovo soltanto nel pomeriggio del 12 luglio è possibile ai familiari degli uccisi cominciare l'opera di rimozione dei corpi per il riconoscimento e la sepoltura. Soltanto 50 cadaveri parzialmente divorati dal fuoco e in avanzato stato di decomposizione sono riconosciuti e consegnati alle rispettive famiglie. I restanti 47 sono in una massa indissociabile, che verrà pietosamente seppellita in fossa comune nel locale cimitero. 178 sono i morti della criminale ed assurda rappresaglia nazista del 4 luglio 1944 nelle due frazioni del comune di Cavriglia. Con le fucilazioni dei giorni successivi la cifra supererà i 200".

## Monumenti e luoghi d'interesse
- Ruderi del Castello di Montedomenichi
- La moderna chiesa di San Donato, che sostituisce la precedente chiesa nel borgo vecchio, conserva una tardoquattrocentesca Madonna in trono e Santi di un pittore non ancora individuato dell'ambiente del Ghirlandaio.[4]
- Murales di Venturino Venturi
- Monumento ai Caduti di Venturino Venturi
- Parco naturale di Cavriglia

## Cinema
Nel 1995 è stato girato nella parte vecchia del borgo di Castelnuovo dei Sabbioni il film Ivo il tardivo con la regia di Alessandro Benvenuti e l'attrice Francesca Neri.
Nel 2004 è stato realizzato dai registi Fabrizio Bonci e Caterina Scala "Il mondo morto", documentario che ricostruisce la strage di Castelnuovo dei Sabbioni.

## Musica
Il 7 luglio del 1982 Miguel Bosé tenne un concerto allo stadio.

## Sport
La locale squadra di calcio, U.S. Castelnuovese, che milita nel girone di prima categoria Toscana e che alla fine del campionato 2005/2006 ha disputato la finalissima per la promozione nel Campionato Nazionale Dilettanti.